# Древеник
Вижте пояснителната страница за други значения на Древеник.
Древеник (на македонска литературна норма: Древеник) е село в община Битоля на Северна Македония. Селото се намира, северно от Битоля.

## География
Селото е разположено на десния бряг на Църна река, на 24 km северно от Битоля, на 1180 m надморска височина в планината Древеник. До селото води 7 km черен път.

## История
В XIX век Древеник е село в Битолска кааза, Битолска нахия на Османската империя. Според статистиката на Васил Кънчов („Македония. Етнография и статистика“) от 1900 година Дървеникъ има 415 жители, всички арнаути мохамедани.
На Етнографската карта на Битолския вилает на Картографския институт в София от 1901 година Древеник е чисто българско село в Битолската каза на Битолския санджак с 66 къщи.
В 1914 година селото има 501 жители. Населението започва да намалява вследствие на емиграция към Лопатица, Долно Сърбци, Суходол. В 1953 г. селото има 440 жители, от които 417 турци, 21 албанци и 2 други. В 1961 година селото има 117 жители. Жителите се изселват към Битоля и Турция.
Според преброяването от 2002 година селото има 26 жители самоопределили се като албанци.
| Националност     | Всичко |
| северномакедонци | 0      |
| албанци          | 26     |
| турци            | 0      |
| роми             | 0      |
| власи            | 0      |
| сърби            | 0      |
| бошняци          | 0      |
| други            | 0      |

В селото има джамия, която според надписа на нея е от 1800 година, обновена в 2005 година.

## Личности
Родени в Древеник
- Азим Нуредин (р. 1969), генерал-майор от Северна Македония от албански произход